# Tevel
Tevel là một thị trấn thuộc hạt Tolna, Hungary. Thị trấn này có diện tích 25,27 km², dân số năm 2010 là 1546 người, mật độ 61 người/km².